# Босікова Надія Тимофіївна
Надія Тимофіївна Босікова (рос. Надежда Тимофеевна Босикова; нар. 17 червня 1972, Павлодар, Казахська РСР) — російська футболістка, нападниця. Виступала за воронезьку  «Енергію» та національну збірну Росії.

## Клубна кар'єра
Народилася в Павлодарі. Футбольну кар'єру розпочала 1988 року в полтавській «Юності», наступного року перейшла до краснодарського «Седін-ШІССа». У 1990 році переїхала до «Енергії». У 1992 році в складі воронезького клубу взяла участь в першому розіграші чемпіонаті Росії. У сезонах 1994, 1995, 1996, 1997, 1998 та 2000 роках ставала найкращою бомбардиркою російського чемпіонату з 31, 37, 39, 21, 19 та 30-ма голами відповідно. У зв'язку з народженням сина Матвія змушена була перервати футбольну кар'єру. Залишилася вірною «Енергії» в 2004 році, коли внаслідок відходу гравчинь з команди вона залишилася єдиною іменитою футболісткою. У першості СРСР та Росії у складі «Енергії» зіграла 242 матчі та забила 276 голів. Кар'єру гравчині завершила 2012 року. Працювала головним тренером «Енергії».

## Кар'єра в збірній
У футболці збірної Росії відзначилася переможним голом у плей-оф кваліфікації чемпіонату світу 1999 року проти Фінляндії, але не потрапила до списку гравчинь, які поїхали на фінальний етап вище вказаного турніру. Також виступала у кваліфікації чемпіонату світу 2003 року, але на фінальний етап турніру знову не поїхала.

## Статистика виступів

### Клубна
| Клуб                | Сезон             | Чемпіонат | Чемпіонат | Кубок | Кубок | Єврокубки | Єврокубки | Інші  | Інші | Загалом | Загалом |
| Клуб                | Сезон             | Матчі     | Голи      | Матчі | Голи  | Матчі     | Голи      | Матчі | Голи | Матчі   | Голи    |
| ------------------- | ----------------- | --------- | --------- | ----- | ----- | --------- | --------- | ----- | ---- | ------- | ------- |
| «Енергія» (Воронеж) |                   |           |           |       |       |           |           |       |      |         |         |
| 1992                | ?                 | 4         | -         | -     | -     | -         | -         | -     | ?    | 4       |         |
| 1993                | ?                 | 13        | ?         | 4     | -     | -         | -         | -     | ?    | 17      |         |
| 1994                | 20                | 31        | ?         | 2     | -     | -         | -         | -     | ?    | 33      |         |
| 1995                | 23                | 34        | ?         | 7     | -     | -         | -         | -     | ?    | 41      |         |
| 1996                | ?                 | 39        | ?         | 2     | -     | -         | -         | -     | ?    | 41      |         |
| 1997                | ?                 | 21        | -         | -     | -     | -         | -         | -     | ?    | 21      |         |
| 1998                | ?                 | 19        | ?         | 4     | -     | -         | -         | -     | ?    | 23      |         |
| 1999                | ?                 | 21        | ?         | 5     | -     | -         | -         | -     | ?    | 26      |         |
| 2000                | ?                 | 30        | ?         | 7     | -     | -         | -         | -     | ?    | 37      |         |
| 2001                | ?                 | 18        | ?         | 4     | -     | -         | -         | -     | ?    | 22      |         |
| 2002                | ?                 | 17        | -         | -     | -     | -         | -         | -     | ?    | 17      |         |
| 2004                | ?                 | -         | -         | -     | ?     | 2         | -         | -     | ?    | 2       |         |
| Усього за кар'єру   | Усього за кар'єру | ?         | 247       | ?     | 32    | ?         | 2         | -     | -    | ?       | 281     |

## Досягнення

### Командні
- Чемпіонат Росії
  -  Чемпіон (5): 1995, 1997, 1998, 2002, 2003
  -  Срібний призер (5): 1994, 1996, 1999, 2000, 2001

- Кубок Росії
  -  Володар (7): 1993, 1995, 1996, 1997, 1999, 2000, 2001

### Особисті
- Найкраща бомбардирка жіночого чемпіонату Росії (5): 1995, 1996, 1997, 1998, 2000